# Голден-Лейкс
Голден-Лейкс (англ. Golden Lakes) — статистически обособленная местность, расположенная в округе Палм-Бич (штат Флорида, США) с населением в 6694 человека по статистическим данным переписи 2000 года.

## География
По данным Бюро переписи населения США статистически обособленная местность Голден-Лейкс имеет общую площадь в 6,22 квадратных километров, водных ресурсов в черте населённого пункта не имеется.
Статистически обособленная местность Голден-Лейкс расположена на высоте 5 м над уровнем моря.

## Демография
| Год переписи        | Нас. |  | %±    |
| ------------------- | ---- |  | ----- |
| 1990                | 3867 |  | —     |
| 2000                | 6694 |  | 73,1% |
| 1990–2000 Источник: |      |  |       |

По данным переписи населения 2000 года в Голден-Лейкс проживало 6694 человека, 1733 семьи, насчитывалось 3118 домашних хозяйств и 3761 жилой дом. Средняя плотность населения составляла около 1076,21 человека на один квадратный километр. Расовый состав населённого пункта распределился следующим образом: 68,93 % белых, 22,59 % — чёрных или афроамериканцев, 0,40 % — коренных американцев, 1,18 % — азиатов, 0,04 % — выходцев с тихоокеанских островов, 3,66 % — представителей смешанных рас, 3,20 % — других народностей. Испаноговорящие составили 16,03 % от всех жителей статистически обособленной местности.
Из 3118 домашних хозяйств в 22,8 % воспитывали детей в возрасте до 18 лет, 38,9 % представляли собой совместно проживающие супружеские пары, в 12,1 % семей женщины проживали без мужей, 44,4 % не имели семей. 38,0 % от общего числа семей на момент переписи жили самостоятельно, при этом 24,7 % составили одинокие пожилые люди в возрасте 65 лет и старше. Средний размер домашнего хозяйства составил 2,15 человек, а средний размер семьи — 2,79 человек.
Население статистически обособленной местности по возрастному диапазону по данным переписи 2000 года распределилось следующим образом: 22,0 % — жители младше 18 лет, 10,7 % — между 18 и 24 годами, 24,0 % — от 25 до 44 лет, 12,1 % — от 45 до 64 лет и 31,1 % — в возрасте 65 лет и старше. Средний возраст жителей составил 38 лет. На каждые 100 женщин в Голден-Лейкс приходилось 83,9 мужчин, при этом на каждые сто женщин 18 лет и старше приходилось 80,0 мужчин также старше 18 лет.
Средний доход на одно домашнее хозяйство статистически обособленной местности составил 27 674 доллара США, а средний доход на одну семью — 33 182 доллара. При этом мужчины имели средний доход в 28 269 долларов США в год против 25 367 долларов среднегодового дохода у женщин. Доход на душу населения статистически обособленной местности составил 27 674 доллара в год. 9,9 % от всего числа семей в населённом пункте и 13,0 % от всей численности населения находилось на момент переписи населения за чертой бедности, при этом 14,9 % из них были моложе 18 лет и 10,8 % — в возрасте 65 лет и старше.